# بيورن ثورذارسون
بيورن ثورذارسون هو سياسي آيسلندي شغل رئاسة وزراء آيسلندا من 16 أكتوبر 1942 إلى 21 ديسمبر 1944، في الحكومة الوحيدة التي لم تعتمد على الدعم البرلماني. كان رئيسا للوزراء عندما أصبحت آيسلندا جمهورية. وقد سميت حكومته بقاعدة كوكا كولا.

## وصلات خارجية
| سبقه أولافور ثور | رئيس وزراء آيسلندا 1942–1944 | تبعه أولافور ثور |